# اجیاد (نزدیکی مکه)
اجیاد (نزدیکی مکه) یک منطقهٔ مسکونی در عربستان سعودی است که در استان مکه واقع شده‌است.